# 慈済文化出版社
慈済文化出版社（慈濟文化出版社 じさいぶんかしゅっぱんしゃ）は、中華民国台北市にある、慈済基金会の出版社。
慈済基金会の四大志業の1つ、人文（文書伝道）の目的達成のために設立された。
『静思語』を初めとする釈証厳法師の著書のほか、仏教書、児童書、人文書などを刊行する。

## 主な刊行書
- 『静思語』1-3 （釈証厳著）
- 『佛門大孝地蔵經』（釈証厳著）
- 『父母恩重難報經』（釈証厳著）

## 沿革
- 1990年10月、設立
- 1993年、子会社の静思人文社を設立

## 所在地
台北市忠孝東路三段217巷7弄19号